# Henk Heerdink
Jan Hendrik "Henk" Heerdink (Wierden, 22 augustus 1920 - Zenderen, 6 september 1944) was een Nederlandse verzetsstrijder tijdens de Tweede Wereldoorlog. Zijn verzetsnaam was Henk Visser.

## Levensloop
De textielarbeider (wever) Henk Heerdink was actief lid van de Gereformeerde Jongelingsvereniging. Vanuit die achtergrond ging hij in 1943 over tot gewapend verzet. Hij werd leider van de KP-Visser met als harde kern zijn broer Rein Heerdink, Dirk van Harten en Henk Michel (verzetsnaam Kleine Koos). Hun eerste verzetsdaad werd direct een succes: zij lieten van 5 op 6 mei 1943 een goederentrein ontsporen.
De KP-Visser speelde en belangrijke rol in het gewapend verzet van Overijssel en van Oost-Nederland. De groep voerde tientallen overvallen uit op distributiekantoren en bevolkingsregisters. Bovendien was de KP-Visser betrokken bij bevrijdingen uit gevangenissen. Henk Heerdink kwam in 1944 om het leven bij een ongeluk met een omvallende stengun op het hoofdkwartier van de KP-Twente van Johannes ter Horst te Zenderen.